# Ebino
Ebino (えびの市 Ebino-shi?) es una ciudad en la prefectura de Miyazaki, Japón, localizada al sur de la isla de Kyūshū. Tenía una población estimada de 17 508 habitantes el 1 de marzo de 2021 y una densidad de población de 62 personas por km². Fue creada tras la fusión administrativa de los pueblos de Masaki, Kakutō e Īno en 1966 y designada como ciudad el 1 de diciembre de 1970.

## Geografía
Ebino está localizada en el extremo oeste de la prefectura de Miyazaki, la parte norte de la ciudad limita con la prefectura de Kumamoto (Hitoyoshi, Nishiki y Asagiri), el oeste con la prefectura de Kagoshima (Isa, Kirishima y Yūsui) y el este con la ciudad de Kobayashi. La parte sur de la ciudad se extiende a las montañas Kirishima, un grupo de volcanes activos con numerosas erupciones registradas desde 742.

## Economía
Ebino produce una amplia gama de productos alimenticios, desde shōchū hasta dulces, té, miel, champiñones, pollo y cerdo. Las artesanías producidas localmente incluyen la cerámica Ebino-yaki y artesanías de bambú, entre otras.

## Demografía
Según los datos del censo japonés, la población de Ebino ha disminuido constantemente en los últimos 35 años.
| Gráfica de evolución demográfica de Ebino entre 1940 y 2015      |                                                                  |
| ---------------------------------------------------------------- | ---------------------------------------------------------------- |
| Gráfico no disponible temporalmente debido a problemas técnicos. |                                                                  |
| Oficina de Estadística de Japón                                  |                                                                  |
|                                                                  | Gráfico no disponible temporalmente debido a problemas técnicos. |

## Ciudades hermanas
Ebino está hermanada con:
- Belton, Texas, EE. UU.[9]